# Tlahuizcalpantecuhtli

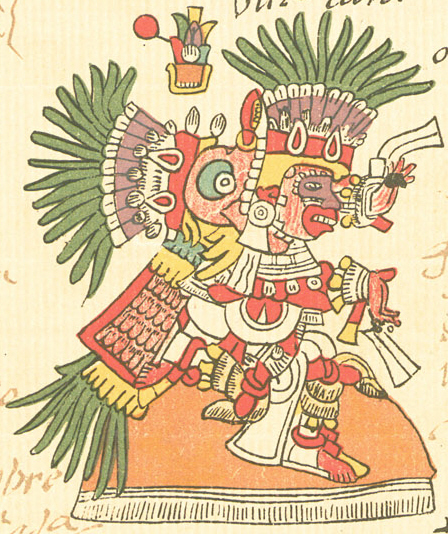
Darstellung des Tlahuizcalpantecuhtli im Codex Telleriano-Remensis

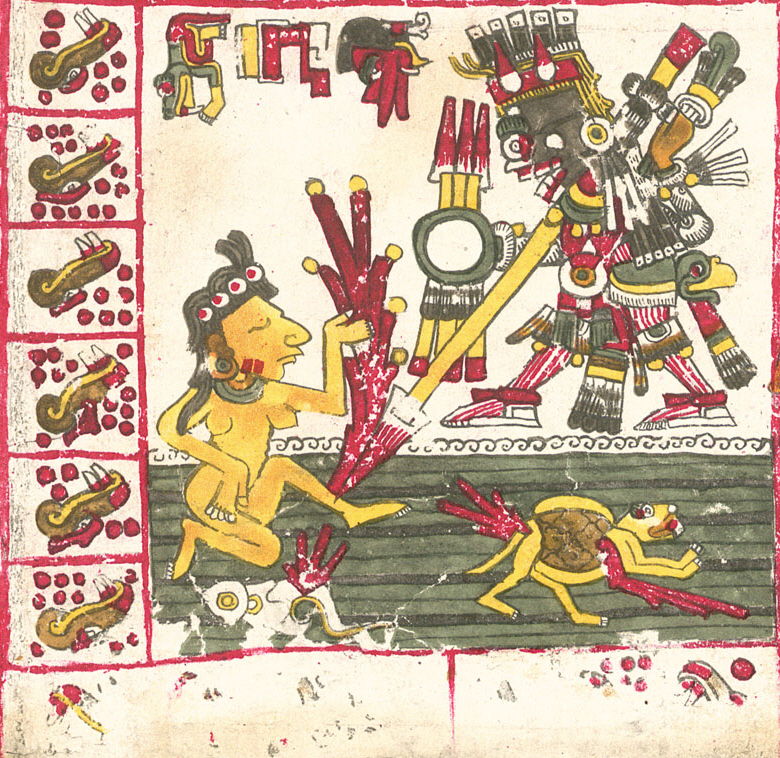
Verwundung einer Frau im Codex Borgia

Tlahuizcalpantecuhtli ([tɬaː.wis.kal.panˈteːkʷ.tɬi]; alternative Schreibweisen: Tlahuixcalpantecuhtli und Tlahuizcalpantecutli, aztekisch für ‚Herr der Morgenröte‘ oder besser ‚Morgenstern-Herr‘) ist eine Gottheit der toltekischen und aztekischen Mythologie. Orte der hauptsächlichen Verehrung sind Tula, Chichén Itzá und Tenochtitlán.

## Bedeutung
Als Personifikation des Morgensterns und als Bruder des Xolotl bzw. des Xiuhtecuhtli stellt Tlahuizcalpantecuhtli eine andere Erscheinungsform des Quetzalcoatl dar. Tlahuizcalpantecuhtli ist darüber hinaus Gott der Morgenröte und wird als gefährlicher und übelwollender Gott dargestellt, der durch Pfeilschüsse und Wurfspeere Unheil verbreitet.
Im Azteken-Kalender ist Tlahuizcalpantecuhtli der Patron der Trecena, einer dreizehntägigen Einheit, die in mehreren mesoamerikanischen Kalendersystemen Verwendung fand.

## Tlahuizcalpantecuhtli in Mythen
- Die Memoriales des Toribio de Benavente Motolinia und weitere Quellen berichten, dass der Tolteken-Herrscher Cē Acatl Tōpīltzin Quetzalcōātl sich nach seinem Tod in den Morgenstern verwandelte.
- In der „Sonnenlegende“ versucht Tlahuizcalpantecuhtli mit Pfeilen die Sonne abzuschießen, verfehlt aber und trifft sich selbst.